# ГЕС Стратос
ГЕС Стратос — гідроелектростанція у Греції в середній течії річки Ахелоос, у кількох кілометрах на північний захід від міста Агрініо (центральна частина країни, ном Етолія і Акарнанія). Найнижча із спорудженого на Ахелоосі каскаду ГЕС, розташована після станції Кастракі. При цьому, оскільки гребля споруджена в місці виходу річки на рівнину, вона має найбільшу довжину серед аналогічних споруд каскаду.
Будівництво ГЕС розпочалось у 1981 році та завершилось в 1989-му. Зведення на Ахелоосі земляної (піщано-гравійна з глиняним ядром) греблі висотою 26 метрів та довжиною 1900 метрів потребувало при спорудженні 2,8 млн м3 матеріалу. Створене нею водосховище має площу поверхні 8 км2 та максимальний об'єм 80 млн м3 (корисний об'єм 12 млн м3). Для пропуску паводкової води біля лівого берега облаштовано водозлив із п'ятьма шлюзами, розрахований на об'єм у 4300 м3/с.
Машинний зал ГЕС обладнаний двома турбінами типу Френсіс потужністю по 75 МВт, що при напорі у 37 метрів забезпечує виробництво 255 млн кВт·год на рік. Виробництво електроенергії можливе при коливанні рівня водосховища між позначками 67 та 68,6 метра над рівнем моря.
На водозливі обладнано малу ГЕС Стратос II із двома аксіальними турбінами потужністю по 3,1 МВт та загальним річним виробництвом електроенергії в 13 млн кВт·год.
Окрім задоволення енергетичних потреб, гребля Стратос має іригаційне призначення.